# Lars Guggisberg
Pour les articles homonymes, voir Guggisberg (homonymie).
Lars Guggisberg, né le 19 juillet 1977 à Berne (originaire de Wald), est une personnalité politique suisse, membre de l'Union démocratique du centre (UDC). 
Il est député du canton de Berne au Conseil national depuis décembre 2019.

## Biographie
Lars Guggisberg naît le 19 juillet 1977 à Berne. Il est originaire d'une autre commune du même canton, Wald. Son père, Rudolf, enseignant en école professionnelle, est président de la commune de Kirchlindach puis député UDC au Grand Conseil du canton de Berne de 1998 à 2007,,. Sa tante maternelle, atteinte de trisomie 21, vit dans la maison familiale,. Ses grands-parents, tant paternels que maternels, sont paysans. Enfant, il passe beaucoup de temps dans l'exploitation agricole de ses grands-parents[Lesquels ?] à Seftigen.
Après sa maturité obtenue en 1997 au gymnase de Neufeld (de) à Berne et son service militaire, il étudie le droit à l'Université de Berne. Il obtient sa licence en 2002, puis son brevet d'avocat en 2005. Il décroche encore une maîtrise en administration d'affaires pour cadres en exercice (Executive MBA) en 2018,. Il séjourne[Quand ?] 5 mois aux États-Unis pour apprendre l'anglais.
Après un stage à la Direction de l'économie publique du canton de Berne, dirigée à l'époque par Elisabeth Zölch et dont le secrétaire général était Albert Rösti, il est engagé comme greffier auprès du Tribunal administratif du canton de Berne de 2005 à 2007, puis travaille comme juriste auprès de l'Office fédéral des transports, dans la section Infrastructure, jusqu'en 2013 tout en enseignant le droit économique à la Haute école spécialisée à distance de Suisse (de). En 2014, il devient secrétaire juridique et chef de sections régionales à l'Union du commerce et de l'industrie du canton de Berne. En octobre 2020, il est nommé directeur de l'association des PME bernoises pour le 1er juin 2021,.
Il exerce depuis 2010 diverses fonctions au sein la section bernoise du Touring Club Suisse et siège depuis 2018 au comité de l'Association suisse des transports routiers.
Il a le grade d'appointé à l'armée.
Il est marié à Chantal Guggisberg, enseignante de sport, avec qui il a deux enfants, nés en 2010 et 2012. Ils habitent Kirchlindach, dans le canton de Berne.

## Parcours politique
Membre de la commission du développement de la commune de Kirchlindach de 2003 à 2006, puis vice-président de la commission des finances jusqu'en 2009, il est élu au Grand Conseil du canton de Berne, où il siège du 1er juin 2010 au 31 décembre 2019, notamment au sein de la Commission des infrastructures et de l'aménagement du territoire et de la Commission de justice. Membre du comité de l'association cantonale des services d'aide et de soins à domicile (de), qui s'occupent de sa tante jusqu'à sa mort fin 2014, il parvient à faire biffer les économies prévues dans ce domaine lors de l'élaboration du programme d'économies mis en place en 2013.
Candidat au Conseil national lors des élections fédérales suisses de 2015, il manque son élection de 1 003 voix seulement, devancé par Erich Hess,. En 2016, il est candidat au Conseil d'État bernois, mais échoue face au socialiste Christoph Ammann, élu à la majorité absolue à l'issue du premier tour le 28 février grâce aux voix des villes.
En 2019, il accède au Conseil national grâce à l'élection de Werner Salzmann au Conseil des États, devançant de 1 410 voix son colistier sortant Manfred Bühler. Il siège à la Commission des finances (CdF). Il est réélu en octobre 2023, en deuxième position de l'ensemble des élus.

### Positionnement politique
Appartenant à l'aile économique de l'UDC, sur la ligne de son parti en ce qui concerne les questions financières voire représentant de la ligne dure selon ses adversaires, qui lui reprochent notamment son soutien en 2016 à l'initiative populaire « Pour le renvoi effectif des étrangers criminels », il est doté d'une fibre sociale, notamment par son engagement en faveur des services d'aide et de soins à domicile (de). Selon La presse, son style le rapproche d'Albert Rösti : dur le fond, mais avenant et modéré sur la forme.

## Divers
Sa ressemblance à l'acteur Tom Cruise est relevée tant dans sa vie privée, lors d'un voyage autour du monde, que dans la presse,. Son slogan de campagne pour les élections fédérales de 2019, Mission possible, est une parodie de Mission impossible.